# 卡曼杜卡亚
卡曼杜卡亚是巴西米纳斯吉拉斯州的一个市镇。总面积527.572平方公里，总人口20212人，人口密度38.3人/平方公里。